# عبد الله بن عمرو بن الأحوص البارقي
عبد الله بن عمرو بن الأحوص الأزدي البارقي(3 ق هـ - 37 هـ /   618 - 657م): من صغار الصحابة، شهد مع النبي ﷺ حجة الوداع. ذكره في الصحابة أبو موسى المديني وابن الأثير الجزري وابن حجر العسقلاني. ولأبيه عمرو بن الأحوص وأمه أم جندب الأزدية صحبة، قال ابن حجر: «عبد الله بن عَمْرو بن الأَحوص الأزدي، وأمُّه أم جندب، لها ولأبيه صحبة. ولعبد الله هذا رؤية».
حضر عبد الله حجة الوداع وهو غلاماً في الثالثة أو الرابعة عشر من عمره تقريباً. وكان مريضاً، فأتته أمه بماءٍ مجَّ فيه النبي ﷺ، فلما شرب عُوفِيَ، وفي ذلك قال ابن حجر: «عبد الله بن عَمْرو بن الأَحوص الأزدي، وأمُّه أم جندب، لها ولأبيه صحبة. ولعبد الله هذا رؤية، وسقَتْه أمه في حجة الوداع من ماءٍ مجَّ النبيُّ ﷺ فيه». يقال قتل في معركة صفين، ويرجح أنه بقى في ديار قومه، فلم يخرج للفتوح مع أبيه وأخوته للعله التي كان معتلاً بها. 

## النسب
- هو: عبد الله بن عمرو بن الأحوص بن عمرو بن سفيان بن الحارث بن أوس بن شجنة بن مازن بن ثعلبة بن كنانة البارقي الأزدي، ينتهي نسبه إلى بارق بن حارثة بن عمرو مزيقياء من الأزد.[6]
- أبيه: عمرو بن الأحوص (40 ق هـ - 20 هـ): صحابي، من الفاتحين الفرسان.[3] حضر مع النبي صلى الله عليه وسلم حجة الوداع، وشهد فتوح الشام، قال ابن المنظور:«شهد هو وزوجه أم سليمان مع النّبيّ ﷺ حجّة الوداع، ورويا حديثاً عنه؛ وشهد عمرو اليرموك».[7] شهد خطبة عمر بن الخطاب في الجابية، ولما تفشَّى الطاعون في الشام، تحول إلى الكوفة. وتوفى ابن الأحوص في خلافة عمر بن الخطاب قبل زمن الرواية، ولم يروي عنه سوى ابنه سليمان.[8]
- أمه: أم جندب الأزدية، من بارق (30 ق هـ - 50 هـ): صحابية، حضرت مع النبي حجة الوداع، روت عن الرسول عدة أحاديث، كما روت عن عائشة زوج النبي، قال ابن سعد:«أمّ جُنْدب الأزديّة، وهي أمّ سُلَيمان بن عمرو بن الأَحْوص. أسلمت وبايعت رسول الله صَلَّى الله عليه وسلم، وروت عنه».[4] ويحدث عنها ابنها سليمان، وعبد الله بن شداد، وأبي يزيد مولى عبد الله بن الحارث. ولم يروي عنها شبيب بن غرقدة البارقي، كما لم يروي عنها بواسطة ابنها سليمان.
- أخيه: سليمان بن عمرو بن الأحوص البارقي الأزدي (1 ق هـ - 70 هـ): من كبار التابعين. ولد في حياة النبي ﷺ ولا صحبة له، شهد مع أبيه فتوح الشام، وروى عن طاعون عمواس.[9] ولما تفشى الطاعون في الشام تحول مع أسرته إلى الكوفة.[10] ذكره محمد بن سعد البغدادي في الطبقة الأولى من فقهاء أهل الكوفة بعد الصحابة ممن روى عن علي بن أبي طالب وعبد الله بن مسعود، وقال «سليمان بن عمرو بن الأحوص البارقي، من الأزد».[11] وروى سليمان عن أبيه وأمه،[12] وعلي بن أبي طالب، وعبد الله بن مسعود، وأبو موسى الأشعري.[13]

## دلائل النبوة
وفدت أم جندب الأزدية على النبي وبايعته، وقدمت مع زوجها وابنها عبد الله من بلاد قومها بارق الأزد على مبعدة ثمانية ليالٍ من مكة، وبكل تأكيد أن عبد الله كان في عمر يأهله من تحمل عناء السفر ومشاقه، أي كان في الثالثة أو الرابعة عشر من عمره. وشهد عبد الله مع أبيه وأمه حجة الوداع، وكان عبد الله يعاني من عله مرضية، فأسقته أمه من ماء مج فيه النبي، فبَرِئَ وعُوفِيَ، وَأخرج أحمد بن حنبل وَالبيهقي في دلائل النبوة من طَرِيق سُلَيْمَان بن عَمْرو الْأَحْوَص عَن أمه أم جُنْدُب قَالَت: «رأت رسول الله ﷺ يرمي جمرة العقبة...فأتته امرأة خثعمية بابْن لها فقالت: يا رسول الله، إن ابني هذا ذاهب العقل، فادع الله له. قال لها: ائتيني بماء. فأتته بماء في تَورٍ من حجارة، فتفل فيه، وغسل وجهه، ثم دعا فيه، ثم قال: اذهبي، فاغسليه به، واستشفي الله عز وجل. قالت أم جُندب: فقلت لها: هبي لي منه قليلاً لأبني هذا، فأخذت منه قليلاً بأصابعي، فمسحتُ بها شِقَّة ابني، فكان من أبر الناس»، وفي رواية أخرى قالت: «فتبعتها فقلْتُ: هَبِي لي من هذا الماء. فقالت: خُذي منه، فأخذت منه حَفْنةً فسقيتها ابني عبد الله فعاش؛ فكان مِن برئه ما شاء الله أن يكونَ»، ومن الرواية السابقة يبدوا أن عبد الله عوفي زمنا، ثم عاد المرض إليه مرة أخرى بقولها ما شاء الله أن يكون، والله أعلم.
وفي سنة 12 هـ وبعد مرور عام ونصف تقريباً، لما استنفر أبو بكر الصديق قبائل العرب لفتوح الشام، قدم عمرو بن الأحوص وزوجته أم جندب في نفير قومهم للفتوح، فلقيت أم جندب بالخثعمية، فسألتها عن ابنها، وفي ذلك تروي أم جندب:«فلقيت المرأة من الحول المقبل، فسألتها عن الغلام؟ فقالت: برأ وعقل عقلا ليس كعقول الناس».